# Заборольська сільська рада (Рівненський район)
Заборольська сільська́ ра́да — адміністративно-територіальна одиниця та орган місцевого самоврядування в Рівненському районі Рівненської області. Адміністративний центр — село Забороль.

## Загальні відомості
- Заборольська сільська рада утворена в 1992 році.
- Територія ради: 1,79 км²
- Населення ради: 1427 осіб (станом на 2001 рік)

## Населені пункти
Сільській раді підпорядковані населені пункти:
- с. Забороль
- с. Боянівка

## Склад ради
Рада складається з 14 депутатів та голови.
- Голова ради: Шустов Микола Васильович
- Секретар ради:

### Керівний склад попередніх скликань
| Прізвище, ім'я, по батькові | Основні відомості                                                 | Дата обрання | Дата звільнення |
| --------------------------- | ----------------------------------------------------------------- | ------------ | --------------- |
| Шевчук Тарас Васильович     | Сільський голова, 1957 року народження, безпартійний              |              |                 |
| Солощук Валентина Василівна | Сільський голова, 1959 року народження, освіта вища               | 31.10.2010   | 25.10.2015      |
| Шустов Микола Васильович    | Сільський голова, 1975 року народження, освіта вища, безпартійний | 25.10.2015   |                 |

Примітка: таблиця складена за даними сайту Верховної Ради України та ЦВК

### Депутати VII скликання
За результатами місцевих виборів 2015 року депутатами ради стали:

#### За суб'єктами висування
| Суб'єкт висування | Кількість обраних депутатів | %      |
| ----------------- | --------------------------- | ------ |
| Самовисування     | 14                          | 100.00 |

#### За округами
| № округу | Прізвище, ім'я, по батькові    | Ким висунуто  | Дата нар.  | Освіта           | Партійна приналежність | Відомості                                                       |
| -------- | ------------------------------ | ------------- | ---------- | ---------------- | ---------------------- | --------------------------------------------------------------- |
| 1        | Гуц Надія Миколаївна           | Самовисування | 09.08.1986 | вища             | безпартійна            | Заборольська ЗОШ, педагог                                       |
| 2        | Купець Сергій Іванович         | Самовисування | 06.06.1975 | вища             | безпартійний           | ТОВ «Алтер-Его», менеджер                                       |
| 3        | Чапля Світлана Миколаївна      | Самовисування | 20.06.1983 | вища             | безпартійна            | відділ соціальної допомого Рівненської РДА, головний спеціаліст |
| 4        | Дідух Любов Анатоліївна        | Самовисування | 11.02.1964 | вища             | безпартійна            | Заборольський ДНЗ, завідувач                                    |
| 5        | Загиней Тетяна Володимирівна   | Самовисування | 11.08.1987 | вища             | безпартійна            | Заборольська сільська рада, секретар                            |
| 6        | Трофімчук Іван Олексійович     | Самовисування | 11.09.1956 | загальна середня | безпартійний           | пенсіонер                                                       |
| 7        | Яковець Світлана Ростиславівна | Самовисування | 11.10.1971 | вища             | безпартійна            | Заборольська ЗОШ, педагог                                       |
| 8        | Кравчук Василь Віталійович     | Самовисування | 15.12.1969 | вища             | безпартійний           | Заборольська ЗОШ, педагог                                       |
| 9        | Горецький Володимир Ананійович | Самовисування | 30.07.1971 | вища             | безпартійний           | Територіальне управління, головний державний інспектор          |
| 10       | Горецька Ірина Іванівна        | Самовисування | 19.05.1972 | вища             | безпартійна            | Заборольська ЗОШ, педагог                                       |
| 11       | Яковець Леонід Арсентійович    | Самовисування | 14.08.1967 | загальна середня | безпартійний           | «Ефорт Гарант-21», охоронець                                    |
| 12       | Горецька Оксана Степанівна     | Самовисування | 16.11.1970 | вища             | безпартійна            | Заборольська ЗОШ, директор                                      |
| 13       | Горецька Валентина Іванівна    | Самовисування | 23.04.1970 | вища             | безпартійна            | Рівненська ОДА, відділ звернень громадян, головний спеціаліст   |
| 14       | Брикса Любов Юхимівна          | Самовисування | 15.09.1960 | вища             | безпартійна            | Рівненський геріатричний пансіонат, молодший працівник          |

### Депутати VI скликання
За результатами місцевих виборів 2010 року депутатами ради стали:

#### За суб'єктами висування
| Суб'єкт висування | Кількість обраних депутатів | %   |
| ----------------- | --------------------------- | --- |
| Самовисування     | 18                          | 100 |

#### За округами
| № округу | Прізвище, ім'я, по батькові   | Дата визнання обраним | Освіта             | Партійна приналежність                        | Відомості про обраного депутата                                        |
| -------- | ----------------------------- | --------------------- | ------------------ | --------------------------------------------- | ---------------------------------------------------------------------- |
| 1        | Бережнюк Микола Миколайович   | 05.11.2010            | середня спеціальна | член Політичної партії «Українська платформа» | приватний підприємець                                                  |
| 2        | Гуц Надія Миколаївна          | 05.11.2010            | вища               | позапартійна                                  | Заборольська загальноосвітня школа, вчитель                            |
| 3        | Кравчук Валентина Іванівна    | 05.11.2010            | вища               | позапартійна                                  | дикретна відпустка                                                     |
| 4        | Максимчук Світлана Миколаївна | 05.11.2010            | вища               | позапартійна                                  | Управління праці та соціального захисту населення, головний спеціаліст |
| 5        | Звіздецька Надія Михайлівна   | 05.11.2010            | середня            | позапартійна                                  | тимчасово не працює                                                    |
| 6        | Дідух Любовов Анатоліївна     | 05.11.2010            | вища               | позапартійна                                  | Заборольській дошкільний навчальний заклад, завідувачка                |
| 7        | Грицюк Тетяна Володимирівна   | 05.11.2010            | вища               | позапартійна                                  | Заборольська сільська рада                                             |
| 8        | Солощук Марія Леонідівна      | 05.11.2010            | вища               | член Народного Руху України                   | Обласний центр психічного здоров'я населення, медична сестра           |
| 9        | Трофімчук Іван Олексійович    | 05.11.2010            | середня            | позапартійний                                 | пенсіонер                                                              |
| 10       | Кравчук Василь Віталійович    | 05.11.2010            | вища               | позапартійний                                 | Заборольська загальноосвітня школа, вчитель                            |
| 11       | Горецька Лідія Іванівна       | 05.11.2010            | середня спеціальна | член Політичної партії «Українська платформа» | Олександрійське СДП, продавець                                         |
| 12       | Бережнюк Оксана Олександрівна | 05.11.2010            | середня            | член Політичної партії «Українська платформа» | приватний підприємець                                                  |
| 13       | Яковець Леонід Арсентійович   | 05.11.2010            | середня            | член Політичної партії «Українська платформа» | ДП «Фортгарант9», охоронець                                            |
| 14       | Шевчук Роман Іванович         | 05.11.2010            | незакінчена вища   | позапартійний                                 | Рівненський державний гуманітарний університет, студент                |
| 15       | Давідчик Ольга Василівна      | 05.11.2010            | вища               | позапартійна                                  | Дикретна відпустка                                                     |
| 16       | Мосійчук Світлана Павлівна    | 05.11.2010            | середня            | позапартійна                                  | Заборольська дошкільний навчальний заклад, бухгалтер                   |
| 17       | Шевчук Микола Іванович        | 05.11.2010            | вища               | позапартійний                                 | Геріатричний пансіонат, столяр                                         |
| 18       | Процишина Тамара Федорівна    | 05.11.2010            | середня спеціальна | позапартійна                                  | тимчасово не працює                                                    |

## Географія
На території сільради є: Ліси:
- Заборольський ліс — загальна площа: 2,52 км²

- Лісовий масив Дубинка — загальна площа 435 358,49 м²

Водойми:
- Заборольський ставок- загальна площа: (244 535,31 м²)

- Водосховище «Гала Болото» — загальна площа: 826 671,23 м²
- Бичальський ставок.

Сільсько-господарські землі:
- Паї заборольців — площа: 1,48 км²
- Землі здані в оренду ЮОП «ІНСЕКО» — площа: 6,32 км²